# Bad Zwesten
Bad Zwesten é um município da Alemanha, situado no distrito de Schwalm-Eder, no estado de Hesse. Tem 39,45 km² de área, e sua população em 2019 foi estimada em 3.813 habitantes.